# Gare de Tomakomai
La gare de Tomakomai (苫小牧駅, Tomakomai-eki) est une gare ferroviaire de la ville de Tomakomai au Japon. Elle est exploitée par la compagnie JR Hokkaido.

## Situation ferroviaire
La gare est située au point kilométrique (PK) 135,2 de la ligne principale Muroran. Elle marque le début de la ligne principale Hidaka.

## Historique
La gare est inaugurée le 1er août 1892.

## Service des voyageurs

### Accueil
La gare dispose d'un bâtiment voyageurs, avec guichets, ouvert tous les jours.

### Desserte
Tomakomai est desservie par des trains : de la ligne principale Hidaka, voie 1 : direction Mukawa ; de la ligne principale Muroran, voies 1 et 2 : direction Higashi-Muroran, Oshamambe et Hakodate et voies 3 et 4 : direction Oiwake et Iwamizawa ; de la ligne Chitose, voies 1 à 4 : direction Chitose et Sapporo.

Installations et desserte
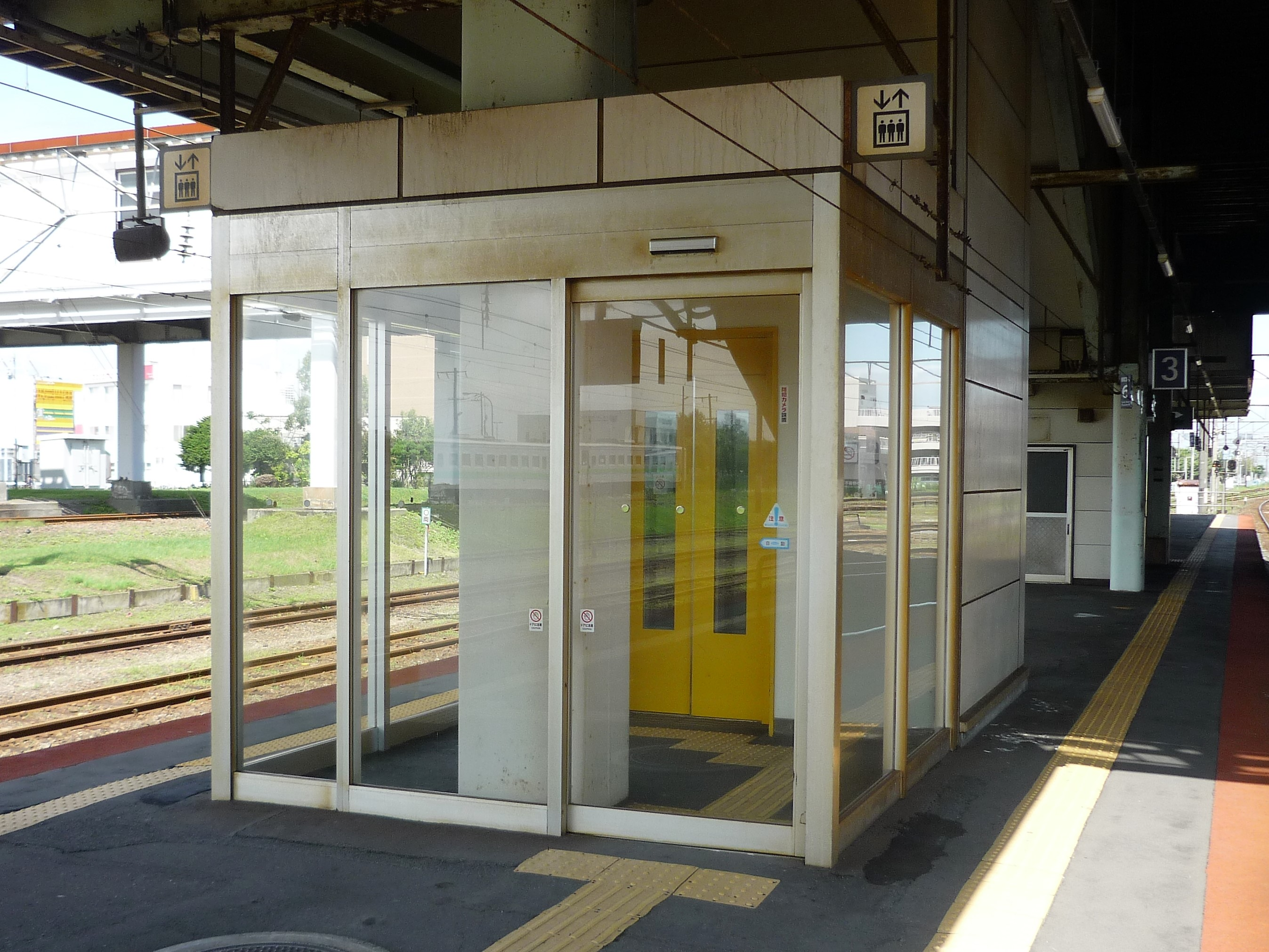
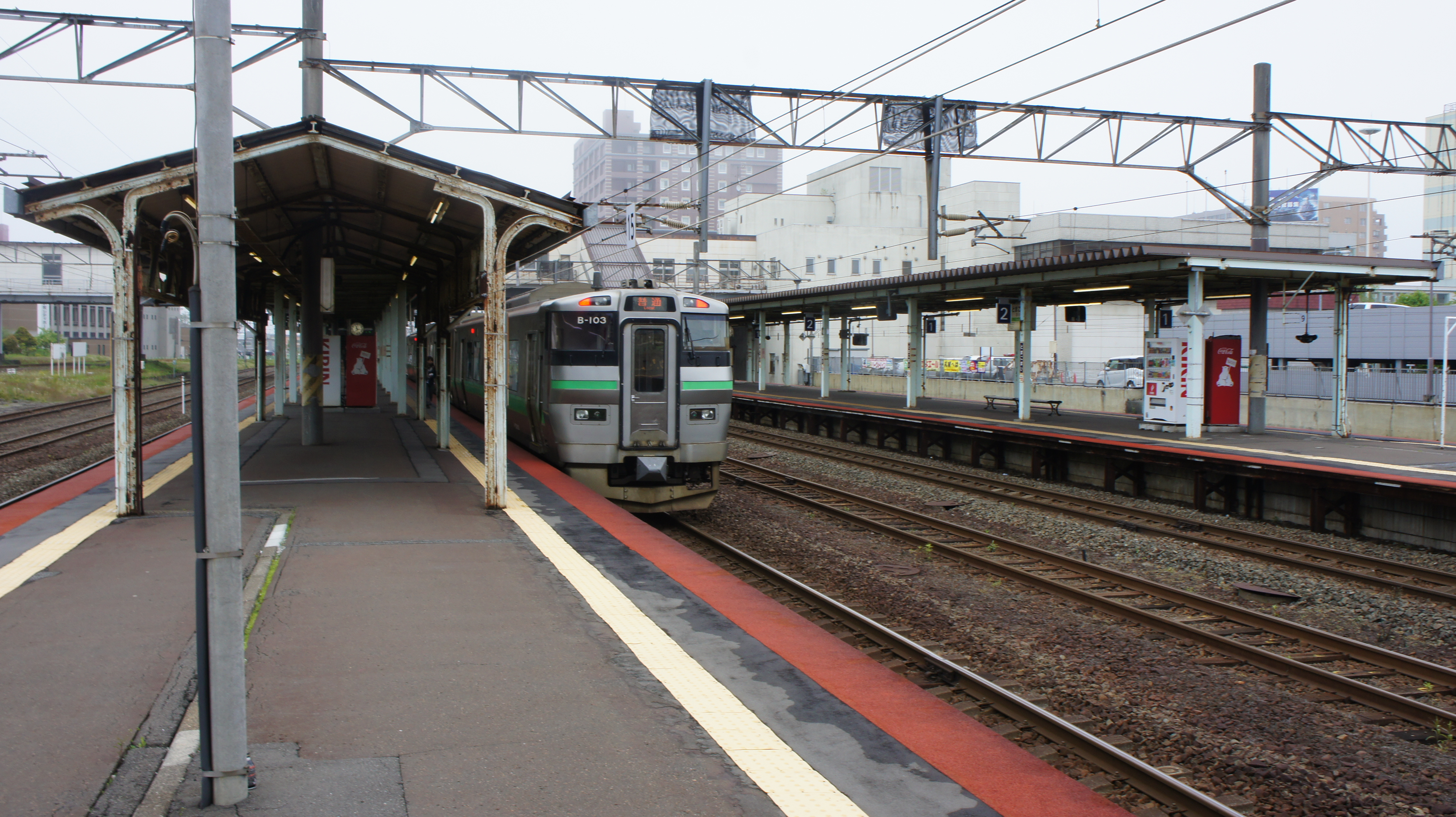
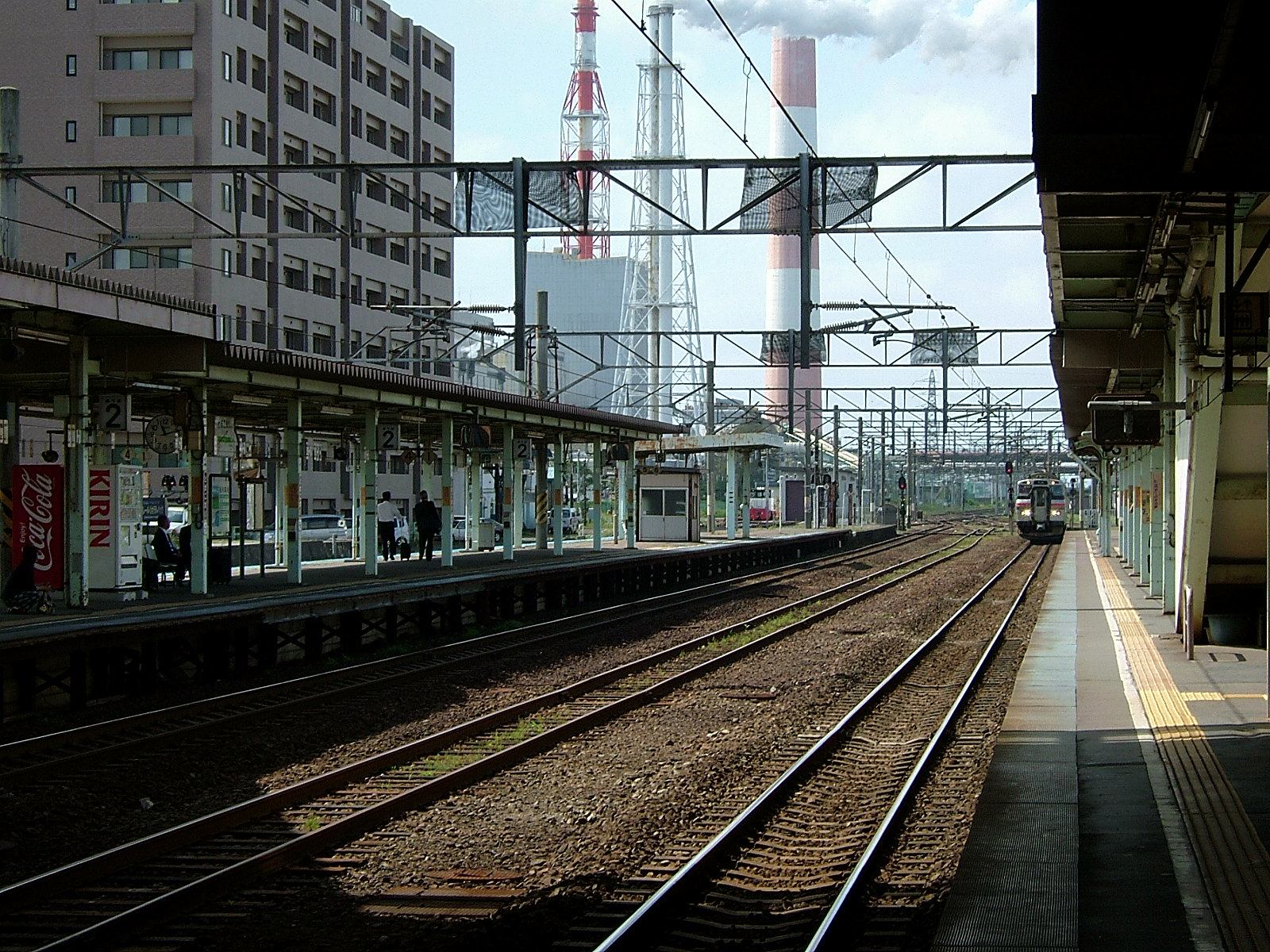